# Katerína Gióta
Katerína Gióta (grec moderne : Κατερίνα Γιώτα), ou Katerína Yióta, est une joueuse de volley-ball grecque née le 3 juillet 1990 à Saint-Pétersbourg, Russie. Elle mesure 1,84 m et joue au poste de centrale. Elle totalise 93 sélections en équipe de Grèce.

## Clubs
| Club                        | De        | À         |
| --------------------------- | --------- | --------- |
| G.S. Grevená                | 2004-2005 | 2005-2006 |
| Aris Salonique              | 2006-2007 | 2007-2008 |
| Iraklis Kephissia (Athènes) | 2008-2009 | 2012-2013 |
| Olympiakos Le Pirée         | 2013-2014 | 2020-2021 |
| Vasas SC Budapest\|         | jan 2021  | mai 2021  |
| Olympiakos Le Pirée         | 2021-2022 | 2022-2023 |
| AEK Athènes                 | 2023-2024 | 2023-2024 |
| Iraklis Kephissia (Athènes) | 2024-2025 | en cours  |

## Palmarès

### Équipe nationale
- Jeux méditerranéens
  - Finaliste : 2018.

### Clubs
- Challenge Cup
  - Finaliste : 2017.
  - Vainqueur : 2018.
- Championnat de Grèce
  - Vainqueur : 2014, 2015, 2016, 2017, 2018, 2019, 2020.
  - Finaliste : 2022, 2023.
- Coupe de Grèce
  - Vainqueur : 2014, 2015, 2016, 2017, 2018, 2019.
  - Finaliste : 2024.

### Distinctions individuelles
- Championnat de Grèce 2012-2013: 4e jour MVP [1]
- Championnat de Grèce 2014-2015: 21e jour MVP [2]
- Championnat de Grèce 2014-2015: Ligue All Stars Squad
- Championnat de Grèce 2015-2016: MVP [3]
- Championnat de Grèce 2016-2017: 12e jour MVP [4]
- Challenge Cup féminine 2017-2018: Meilleure centrale [5]